# Pom en Teddy
Pom en Teddy (Frans: Pom et Teddy) is een stripreeks van de Belgische tekenaar François Craenhals. De serie verscheen in het jeugdblad Kuifje van 1953 tot 1963 en de stripalbums werden nadien uitgegeven bij Le Lombard. Na 1963 verschenen er wel nog enkele korte verhalen tot 1983 in Kuifje. De strip speelt zich af in een circus met de naam Tockburger. De reeks wordt gekenmerkt door de kwaliteit van tekeningen en scenario en de sfeerschepping (met als hoogtepunten "De zwarte talisman" en "Het geheim van Balibach").

## Personages
- Teddy: Teddy is het hoofdpersonage van de reeks. Teddy is een weesjongen die in het circus Tockburger werkt. Hij is een dierenvriend en heeft een hechte band met Maggy. Hij is onafscheidelijk van zijn ezeltje Pom. Teddy is 12 jaar.
- Pom: Pom is het ezeltje van Teddy. Hoewel hij in de titel van de reeks staat speelt hij maar soms een noemenswaardige rol (vooral in de eerste albums komt hij nog eens aan bod).
- Maggy: Maggy is het vrouwelijke hoofdpersonage van de reeks. Zij is, net als Teddy, een wees en werkt in het circus Tockburger. Ze is vaak nieuwsgierig en eigenwijs. Ze neemt altijd deel aan de avonturen van Teddy en wekt weleens jaloezie op wanneer ze mannelijke aandacht krijgt. Ze is echter onafscheidelijk van Teddy. Maggy is 12 jaar.
- Tarras Boulba: Tarras werkt ook in het circus. Men noemt hem de reus vanwege zijn opmerkelijke grootte. Over het algemeen is hij zeer vriendelijk maar als hij kwaad wordt blijf je beter uit zijn buurt! Als hem iets tegenzit begint hij gemakkelijk te vloeken. De vloektermen "goye moye" en "fouchtra" zijn dan ook gekenmerkt binnen de reeks. Voor Teddy en Maggy is hij een vaderfiguur.
- Puck: qua gestalte is Puck het tegengestelde van Tarras Boulba: hij is namelijk zeer klein. Puck is vaak naïef, opvliegend en gevoelig voor alcohol, maar eigenlijk is hij een ernstige man.

Er zijn meer personages binnen de reeks, maar zij spelen veeleer een bijrol.

## Albums
1. Tockburger circus
2. De microfilm
3. De zwarte talisman
4. Het geheim van Balibach
5. Verboden zone
6. Alarm in Hollywood
7. Teddy voor de camera
8. De held van Ardabhad
9. Het gevecht in de bergen
10. De boeddha van Mwang-thai